# جون بودن (لاعب كرة قدم مواليد 1981)
جون بودن (بالإسبانية: John Alston Bodden)‏ هو مدرب كرة قدم ولاعب كرة قدم هندوراسي في مركز حراسة المرمى، ولد في 3 أكتوبر 1981 في لا سيبا في هندوراس. شارك مع منتخب هندوراس لكرة القدم. أما مع النوادي، فقد لعب مع سبورتيفو لوكوينو ونادي فيكتوريا.

## وصلات خارجية
- جون بودن (لاعب كرة قدم مواليد 1981) على موقع ناشيونال فوتبول تيمز (الإنجليزية)
- جون بودن (لاعب كرة قدم مواليد 1981) على موقع Soccerway.com (الإنجليزية)